# Бабиу (Салаж)
Бабиу (рум. Băbiu) насеље је у Румунији у округу Салаж у општини Алмашу. Oпштина се налази на надморској висини од 365 m.

## Становништво
Према подацима из 2002. године у насељу је живело 66 становника.

### Попис2002.
| Расподела становништва по националности 2002.‍ | Расподела становништва по националности 2002.‍ | Расподела становништва по националности 2002.‍ | Расподела становништва по националности 2002.‍ | Расподела становништва по националности 2002.‍ |
| --------------------------------------------- | --------------------------------------------- | --------------------------------------------- | --------------------------------------------- | --------------------------------------------- |
|                                               |                                               |                                               |                                               |                                               |
| Румуни                                        | Румуни                                        |                                               | 48                                            | 72,7%                                         |
| Мађари                                        | Мађари                                        |                                               | 18                                            | 27,3%                                         |